# Archiearis oregonensis
Archiearis oregonensis är en fjärilsart som beskrevs av Swett. 1917. Archiearis oregonensis ingår i släktet Archiearis och familjen mätare. Inga underarter finns listade i Catalogue of Life.